# マイケル・リケッツ
マイケル・リケッツ（Michael Barrington Ricketts, 1978年12月4日 - ）は、イングランドバーミンガム出身の元サッカー選手。ポジションはフォワード。

## 経歴
ウォルソールでプロキャリアをスタート。90試合に出場し15得点を記録。
2000年7月、£400,000でボルトン・ワンダラーズFCに加入。エースとしてプレミアリーグ昇格に大きく貢献。自身初のトップリーグでのプレーとなった2001-2002シーズンは2月までに15得点を上げる大車輪の活躍、それがスヴェン＝ゴラン・エリクソン監督の目に留まりオランダとの親善試合で代表初キャップも記録するなど飛躍の年になった。
2003年1月、突如引退を表明したアレン・ボクシッチの穴を埋めるべくマルコム・クリスティー、クリス・リゴットらとともに£350万でミドルズブラへ完全移籍。しかし、ボロでは本来の輝きを失い32試合で3得点と首脳陣の期待を大きく裏切る不本意な結果に終結した。一方で、フットボールリーグカップでは決勝において古巣ボルトンに勝利するなど因縁深いシーズンでもあった。
2004年6月、リーズ・ユナイテッドにフリートランスファーで入団。加入早々アピールに失敗し、ストーク・シティ、カーディフ・シティ、バーンリーとローン移籍を繰り返した。
以後、幾多のクラブを流浪し、2009年8月にジョン・バーンズが監督を務めるトレンメア・ローヴァーズに加入。12試合に出場し1得点を上げ、2010年1月21日に相互の同意によって契約が解除された。以後、クラブには所属していない。